# Megastylus similis
Megastylus similis là một loài tò vò trong họ Ichneumonidae.